# УСТ Чорногора (Аугсбург)
УСТ «Чорногора» (Українське Спортове Товариство «Чорногора») — українське спортивне товариство з німецького міста Аугсбург.

УСТ «Чорногора» засноване в українському таборі Сомме Касерне (2280 мешканців, 272 члени товариства) з ініціативи Івана Щупаківського та Євгена Івашка. Першимо головою став дир. Володимир Блавацький, в 1946 р. — Степан Кікта, в 1946 і 1947 рр. — д-р Григор Ковалик, а в 1948 р. — Євген Лисняк. Також багато праці в товаристві вклали Ярослав Хоростіль, Ярослав Красник, Ярослав Андрухович, Тома Лашкевич і Володимир Кашуба.
Спортивну діяльність у таборі розпочато ще в липні 1945 р. старанням Миколи Мальчевського. Після реорганізації 29 вересня  1945 р. первісної спортивної секції в статутове товариство розгорнуто значно активнішу працю і проведено багато змагань у різних ланках, не лише з українськими суперниками, але й із чужинцями. Багато разів товариство було господарем різних заходів РФК (зональні турніри волейболу жінок, баскетболу жінок і чоловіків, настільного тенісу, футболу, легкої атлетики і офіційної зустрічі українців з естонцями у волейболі жіночому та чоловічому та в настільному тенісі з німцями і з естонцями), та саме ініціювало та організувало різні турніри (футбол, волейбол у залі, баскетбол) і брало участь в таких же турнірах інших народів. Зокрема треба відзначити ініціативу сімкових блискавичних турнірів з футболу за срібно-кришталевий кубок (чашу) м-ра Володимира Буцика.
Найкращими атлетами зонального формату були Ірина Дубас, інж. Вадим Андрієвський, Віктор Яблоків, Омелян Дрогобицький, Анна Капко, Йосафат Кліш і Роман Дубляниця.
З нагоди дволіття свого існування, за ініціятивою Ярослава Хоростіля, товариство справило прапор та посвятило його 8 лютого 1948 р. (хорунжий Євген Івашко). Урочистість посвячення складалась із Богослужіння в обох церквах, дефіляди, Академії і відзначення змагунів жетонами та виставки експонатів (200 одиниць), що давала перегляд праці товариства від заснування. З цієї нагоди товариство видало в 1948 р. друком (під редакцією С. Кікти) ілюстрований альманах про свою працю, що є першим цього типу виданням від багатьох літ.
На своїм терені «Чорногора» різними поважними і добре проведеними заходами активізувала громаду свого табора до спорту та була найкращим осередком щодо відвідування спортивних заходів.

Товариство мало 12 спортивних секцій (ланок):
- Волейбол жінок—першість усіх обласних турнірів, участь у всіх зональних турнірах. Усіх змагань 44. На зорганізованім 30 березня 1947 р. турнірі в залі здобуто 1-е місце на зональному турнірі трійок: в 1947 р. зайнято 2-е місце в змаганнях трійок і програно лише з переможцем зони «Дніпром» (Байройт). Найкраща І. Дубас, до збірної українців була визначена також Анна Кузик.
- Волейбол чоловіків — 63 змагань, участь в усіх обласних і зональних турнірах. Найкращі: Микола Миськів і Роман Ковалик.
- Баскетбол жінок — секція заснована в серпні 1947 р., розіграла 4 змагання, з того одні на зональному осінньому турнірі 1947., в якому перемогла «Лева» (Міттенвальд) 30:12 і здобула першість зони. Взимку 1947 р. зональний переможець (прийшла без гри через брак суперника). Найкраща І. Дубас.
- Баскетбол чоловіків — з квітня 1946 р. Дві дружини розіграли 38 змагань, беручи участь у всіх обласних (1946 р. — 2-е місце, в інших роках — першість) і в усіх зональних турнірах. На осіннім і зимовім турнірі 1947 р. була рівнорядним партнером «Січі» (Регенсбург) і «Лева», а на веснянім турнірі здобула першість зони (серед шести товариств). Найкращі: Кліш, Василь Трухлий і Ярослав Шарко.
- Гандбол чоловіків—одні змагання.
- Футбол — чотири дружини товариства розіграли 145 матчів. Перша дружина після здобуття першості області навесні 1946 р. увійшла до вищого дивізіону (кляси першунів) і влітку 1947 р. в Мюнхені грала з «Левом» вирішні змагання за першість зони. Організувала блискавичний турнір з чужинцями 1946 р., два блискавичні сімкові територіальні та міжобласні змагання 1947 р.: Ауґсбурґ—Мюнхен і Південь— Північ. Брала участь у турнірі народів ДП в 1946 р. Найкращі: нападник Богдан Савка, воротар Р. Дубляниця.
- Легка атлетика — організовано 2 двозмаги (оба виграно), чотири біги навпростець, ДФК в 1946 і 1947 рр., здобуто 134 Відзнак Фізичної Вправності; на зональних змаганнях в 1946 р. зайнято 5-е місце, а в 1947 р. 2-е. Найкращі: І. Дубас І. (біг, стрибки), О. Дрогобицький у бігу на середню відстань, А. Капко в метаннях, О. Корсунь, Т. Орел, О. Павловський в бігу. Ланкою опікувався Ярослав Хоростіль.
- Плавання — «Чорногора» стартувала в зональних змаганнях в 1946 і 1947 рр. та обидва рази здобула 3-є, місце. Зіркою ланки був інж. В. Андрієвський, який вільним стилем на 100 м досягнув час 1:13,8.
- Настільний теніс — під проводом ланкового Я. Красника розіграла 30 змагань. Першість області в усіх класах, участь у зональних командних і індивідуальних турнірах в 1946, 1947 і в 1948 рр. Триразова участь в індивідуальних німецьких турнірах за першість Швабії. Найкращі: А. Капко, І. Дубас, І. Бойчук, П. Ференц, Я. Андрухович, Я. Красник.
- Шахи — організована Я. Андруховичем шахова ланка відбула 39 змагань, урядила 3 симультани, гру на сліпо та 6 лекцій і почала в грудні 1947 р. кореспонденційні змагання на двох шахівницях з «Беркутом» (Новий Ульм). Здобуто першість області на всіх турнірах і першість зони за 1946 р. Найкращі: В. Яблоків (не програв в змаганнях ні однієї партії), м-р. Р. Тишовницький, Л. Слесарів і інж. М. Крикловенський.
- Бокс — в 1946 р. 14-членна ланка тренувала під проводом Івана Ганчара і два рази влаштувала змагання: з «Калиною» (Фюссен) і з «Довбушем» (Мюнхен-Фрайман)— обидва переможно. Надійні початківці: В. Кіт і О. Дрогобицький.
- Високогірний туризм—під проводом м-ра Богдана Скоробогатого і Ярослава Хоростіля відбула 26 високогірних мандрівок в Альпи (від Альґойських по Берхтесґаденські) та 6 краєзнавчих піших прогулянок. Члени ланки (13 осіб), щоб могти за 2 роки відбути 2 056 годин маршу по маєстатичних величних горах, мусіли переїхати 57 225 км доїзду з Ауґсбурґу до підніжжя Альп.